# Untermeißling
Untermeißling ist ein Gemeindeteil der Großen Kreisstadt Dinkelsbühl im Landkreis Ansbach (Mittelfranken, Bayern). Untermeißling liegt in der Gemarkung Seidelsdorf.

## Geografie
Der Weiler liegt am Hinterwiesengraben, der 0,75 km weiter südöstlich über den Mühlweiher als linker Zufluss in den Mühlgraben (im Unterlauf Walkenweiherbach genannt) mündet, der wiederum ein rechter Zufluss der Wörnitz ist. Im Nordosten liegt das Flurgebiet Lach, das als Golfplatz genutzt wird, im Westen liegt das Waldgebiet Hirtenhölzle. Eine Gemeindeverbindungsstraße führt nach Hausertshof (1 km südöstlich) bzw. nach Obermeißling (0,6 km nordwestlich).

## Geschichte
Die Fraisch über Untermeißling war strittig zwischen dem ansbachischen Oberamt Crailsheim, dem oettingen-spielbergischen Oberamt Mönchsroth und der Reichsstadt Dinkelsbühl. Die Dorf- und Gemeindeherrschaft hatte das Oberamt Mönchsroth. Der Ort bildete mit Obermeißling eine Realgemeinde. Gegen Ende des 18. Jahrhunderts gab es in Untermeißling 4 Anwesen und 1 Gemeindehirtenhaus. Grundherr über alle Anwesen war das Spital der Reichsstadt Dinkelsbühl (2 Höfe, 2 Güter). Von 1797 bis 1808 unterstand der Ort dem Justiz- und Kammeramt Crailsheim.
Im Jahr 1809 wurde Untermeißling infolge des Gemeindeedikts dem Steuerdistrikt Segringen und der Ruralgemeinde Seidelsdorf zugeordnet. Am 1. Juli 1970 wurde Untermeißling im Zuge der Gebietsreform in Bayern nach Dinkelsbühl eingegliedert.

## Einwohnerentwicklung
| Jahr      | 001818 | 001840 | 001861 | 001871 | 001885 | 001900 | 001925 | 001950 | 001961 | 001970 | 001987 |
| Einwohner | 28     | 34     | 26     | 36     | 34     | 23     | 33     | 58     | 24     | 23     | 21     |
| Häuser    | 6      | 5      |        |        | 6      | 6      | 5      | 7      | 4      |        | 6      |
| Quelle    | [ 11 ] | [ 12 ] | [ 13 ] | [ 14 ] | [ 15 ] | [ 16 ] | [ 17 ] | [ 18 ] | [ 19 ] | [ 20 ] | [ 1 ]  |

## Religion
Der Ort ist seit der Reformation evangelisch-lutherisch geprägt und bis heute nach St. Vinzenz (Segringen) gepfarrt. Die Katholiken sind nach St. Georg (Dinkelsbühl) gepfarrt.